# Cardeñajimeno
Cardeñajimeno település Spanyolországban, Burgos tartományban. Cardeñajimeno Burgos, Orbaneja Riopico, Castrillo del Val, Carcedo de Burgos és Cardeñadijo községekkel határos. Lakosainak száma 1169 fő (2024).

## Népesség
A település népessége az utóbbi években az alábbiak szerint változott:
| Lakosok száma | 481  | 612  | 696  | 891  | 950  | 1011 | 1037 | 1105 | 1175 | 1169 |
|               | 2001 | 2004 | 2006 | 2009 | 2011 | 2014 | 2016 | 2019 | 2021 | 2024 |